# Пельерано, Эрнан
Эрнан Дарио Пельерано (исп. Hernán Darío Pellerano; 4 июня 1984, Буэнос-Айрес, Аргентина) — аргентинский футболист, защитник клуба «Химнасия и Эсгрима» (Хухуй); младший брат Кристиана Пельерано, полузащитника клуба «Индепендьенте дель Валье».

## Биография
Пельерано начал карьеру выступая в клубе «Велес Сарсфилд». В 2003 году он дебютировал за команду в перешёл в аргентинской Примере. В 2005 году в составе «Велеса» Эрнан стал чемпионом Аргентины. Пельерано выступал за клуб на протяжении пяти сезонов и сыграл более 100 матчей.
В 2008 году Пельерано перешёл в испанскую «Альмерию». Сумма трансфера составила 3 млн евро. 31 августа в матче против «Атлетика» из Бильбао он дебютировал в Ла Лиге. В этом же поединке Эрнан забил свой первый гол. В начале 2011 года Пельерано потерял место в основе и летом вернулся на родину, став футболистом «Ньюэллс Олд Бойз» на правах аренды. 21 августа в матче против «Бока Хуниорс» он дебютировал за новый клуб. 27 марта 2012 года в поединке против своего бывшего клуба «Велес Сарсфилд» Пельерано забил свой первый гол за «бойз». После окончания аренды Эрнан вернулся в Испанию и ещё два сезона выступал за «Альмерию».
В начале 2014 года Эрнан подписал контракт с мексиканским клубом «Тихуана», воссоединившись там со своим родным братом Кристианом. 11 января в матче против «Америки» он дебютировал в мексиканской Примере.
В начале 2015 года Пельерано вернулся на родину, подписав контракт со своим бывшим клубом «Велес Сарсфилд». Летом того же года Эрнан присоединился к «Индепендьенте». 26 июля в матче против «Атлетико Рафаэла» он дебютировал за новый клуб. В начале 2017 года Пельерано перешёл в парагвайскую «Олимпию» на правах аренды. В начале 2018 года перешёл в эквадорский ЛДУ Кито.

## Достижения
- Чемпион Аргентины (1): Клаусура 2005
- Чемпион Эквадора (1): 2018